# Bootscreen

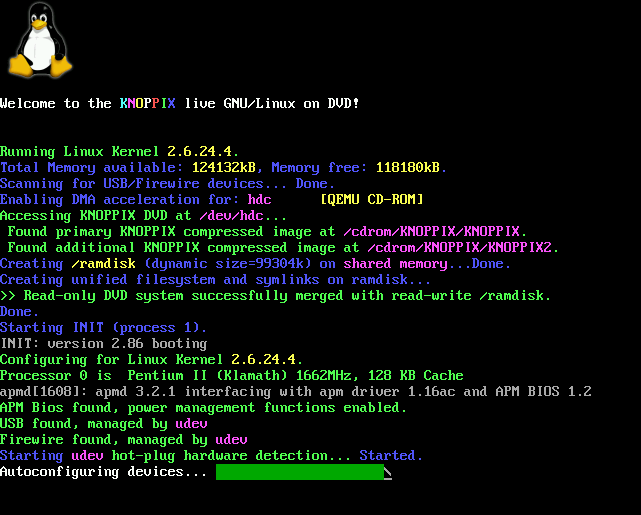
Bootscreen des Betriebssystems Knoppix

Als Bootscreen bezeichnet man im Computerjargon eine grafische Anzeige des Bootprozesses während des Ladens eines Betriebssystems. Ein Bootscreen kann dabei die Boot-Ausgaben auf einer Konsole oder auch eine Grafik anzeigen. Meist nimmt der Bootscreen dabei den kompletten Bildschirm ein.

## Zweck
Ein Bootscreen dient dazu, den Anwender über den Status des ladenden Betriebssystems zu informieren. Er kann zum Beispiel Fehler während eines Boot-Prozesses anzeigen. Des Weiteren wird dem Anwender eine Reaktion des Betriebssystems angezeigt, bevor die grafischen Funktionen geladen sind.

## Windows-Bootscreen

Simulierte Bootscreenanimation von Windows 1.01

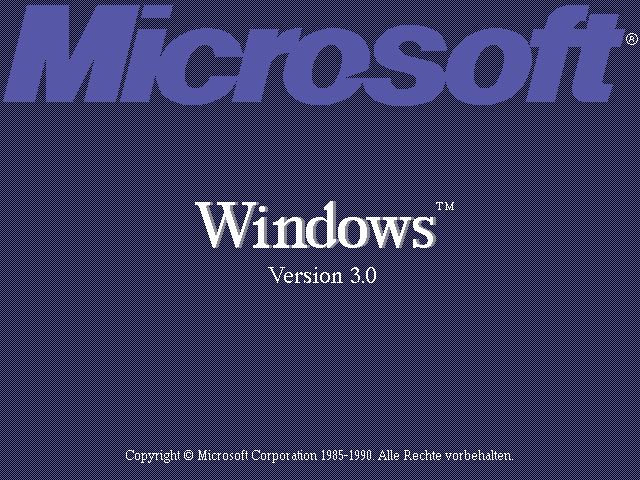
Statischer Bootscreen von Windows 3.0

Eine Kreisanimation zeigt, dass der Computer lädt und nicht abgestürzt bzw. inaktiv ist (klicken zum Abspielen)

Alle Versionen des Betriebssystems Windows besitzen einen Bootscreen. Betriebssysteme wie Windows 1.0 hatten eine Animation des Bootscreens, Betriebssysteme wie Windows 3.0 nicht. Neben der visuellen Komponente kann auch ein Klang abgespielt werden. Windows 95 und Windows XP sind bekannte Beispiele hierfür. Beta- und weitere unfertige Betriebssystemversionen können einen extra Hinweis im jeweiligen Bootscreen enthalten. Am Bootscreen alleine kann man aber nicht immer die (genaue) Microsoft Windows-Version erkennen. So teilen sich Windows 8.1 und Windows 10 dasselbe Logo und dieselbe Bootanimation im Bootscreen.
In neueren Windows-Versionen ist es dabei möglich, den Bootscreen durch bestimmte Zusatzprogramme anzupassen. In Windows Vista wurde es möglich, den normalen Bootscreen gegen eine „Aurora-Version“ (welche nur leichte grafischen Animationen besitzt) zu ersetzen.
Seit Windows 8 wird bei UEFI-Geräten das im UEFI hinterlegte Logo beim Booten angezeigt. Bei BIOS-Geräten ist nur ein blaues Windows-Logo zu sehen.

## Linux-Bootscreen
Bei den meisten Linuxversionen stellt der Bootscreen eine Konsole dar, die den Benutzer über den Fortschritt des Bootvorgangs informiert. Bei neueren Distributionen, die mehr Wert auf Benutzerfreundlichkeit legen, wurde diese Konsole durch das Logo der Distribution (wie bei Ubuntu oder Linux Mint) oder einen Ladebalken (wie bei OpenSUSE) ersetzt. Durch einen Druck auf eine der Pfeiltasten kann die Konsole dennoch angezeigt werden.